# Noémie Churlet
Noémie Churlet est une comédienne et animatrice de télévision sourde française, née le 22 novembre 1976 à Lyon.

## Biographie
Née en 1976  à Lyon, elle devient sourde à l'âge de deux ans et demie à cause d'une méningite. 
Elle est placée dans un cursus scolaire oraliste. Vers 9 ans, elle se fait opérer pour un implant cochléaire, mais ce progrès technologique ne l'a jamais satisfait , celle-ci se plaignant de la douleur de l’implant pour une qualité ne permettant pas de comprendre sans lecture labiale,.  Quelques années plus tard, elle arrête la rééducation auditive.
En 1993, en 3e au collège DARGENT, elle participe au casting de Jean-Pierre Améris pour son film Le Bateau de mariage et obtient le rôle de Julie. C'est cette expérience qui lui confirme son souhait d'être comédienne,.
À dix-sept ans, elle souhaite faire un BAC L afin de développer la culture générale nécessaire pour le théâtre mais Lyon ne proposant pas cette filière aux sourds, elle quitte la ville pour suivre un cursus littéraire à Nantes, après un passage à Rennes.
En 1999, elle s'installe à Paris pour poursuivre des études de théâtre au cours Florent. Ce sera le début de sa carrière de comédienne.
Elle est la directrice de la publication du magazine Art'Pi. Ce magazine contribue à un changement de regard sur la communauté sourde en montrant des artistes de talent et en inspirant les jeunes générations.
Le 29 juillet 2016, elle fonde avec Raphaël Bouton, Marion Bec, Angelo Frémeaux et Vincent Halablian, l'association Média'Pi ! qui promeut l'accès à l'information, à l'éducation, à la formation pour les Sourds. Le projet phare est Média'Pi !, un site d'information indépendante, bilingue en français et en langue des signes française, ouvert à tous depuis le 16 avril 2018.

## Filmographie

### Cinéma

#### Longs métrages
- 1993 : Le Bateau de mariage de Jean-Pierre Améris : Julie
- 2014 : Marie Heurtin de Jean-Pierre Améris : Sœur Raphaëlle
- 2015 : La vérité de Julien Bourges :

#### Courts métrages
- 2001 : Projet Robinson de Philippe Lepeut
- 2003 : Silence, on danse de Caroline Du Potet
- 2004 : Box de Julien Cretin
- 2005 : La Couleur des sons de Juan Rodrigue
- 2006 : Fragment d’opéra d’Antoine Caryol

## Émissions de télévision
- 2001-2006 : L'Œil et la Main[9]
- 2001 : Le Théâtre des âmes de K. Bask
- 2010: Mes tubes en signes sur les chaînes Canal J et Gulli[10]
- 2010: Fais-moi signe[11] sur Gulli

## Théâtre
- 1996 : Vous… et Nous ?, écrit et mis en scène par Sandrine Herman
- 2002 : Sorcière égarée, écrit et mise en scène par Joël Chalude
- 2003 : Entre quatre murs, écrit et mise en scène par W. Flaherty
- 2003-2004 : Silence on parle, D’A. Heinecke, mis en scène par T. Roisin
- 2003-2006 : Zoll, de M. Genniaux, mis en scène par P. Flahaut
- 2004 : La Vie ordinaire de…, mise en scène par Chantal Liennel
- 2005 : Le Réveil, d’après Dario Fo et Franca Rame mise en scène par elle-même
- 2008 : Héritages, de Bertrand Leclair, mise en scène par Emmanuelle Laborit
- 2008 : Le Couple ouvert à deux battants, de Dario Fo et Franca Rame, mise en scène par Céline Rames (Cie Art’Sign)
- 2008 : Bulles, de Tania Tchénio de la Cie du pain sur les planches
- 2008 : Pas manchot, de Magali Patti, mise en scène par Céline Rames et Jacques Lize (Cie Accès Signes)
- 2009 : En quête de sens de Mo Furmolz et Noémie Churlet
- 2011 : Traversée, d'Estelle Savasta (IVT)